# Чанъэ-8
Чанъэ́-8 (кит. упр. 嫦娥八号, пиньинь Cháng'é bāhào) — планируемая автоматическая межпланетная станция четвёртого этапа Лунной программы Китая со спускаемым аппаратом, миссией которого станет начало строительства в 2026—2030 году, в южном полярном регионе Луны, совместно с российским аппаратом «Луна-28», российско-китайской Международной научной лунной станции.
Ещё до включения аппарата в программу строительства лунной базы, CNSA планировало включить в миссию Чанъэ-8 эксперименты по использованию «на месте» лунных ресурсов и 3D-печати из них.
Согласно сообщению агентства Синьхуа, Чанъэ-8 займётся созданием прототипа станции. Саму же станцию, согласно её опубликованной в 2021 году «дорожной карте», намечено построить в 2031—2035 годы, в ходе миссий ILRS-1...ILRS-5.